# 8209 Toscanelli
A 8209 Toscanelli (ideiglenes jelöléssel 1995 DM2) a Naprendszer kisbolygóövében található aszteroida. P. Sicoli és P. Ghezzi fedezte fel 1995. február 28-án.